# Kurmanjan Datka
Kurmanjan Datka, född 1811 i i Osj, död där i februari 1907, var en kirgizisk härskare.
Hon föddes i en nomadfamilj i Alajbergen. Hon gifte sig med en man som familjen hade valt, men bröt traditionen och rymde på bröllopsdagen. År 1932 gifte hon sig  med den lokala härskaren i Alajregionen, Alymbek Datka. När han mördades år 1962 övertog hon makten över området och fick titeln Datka.
När Alajregionen anfölls av styrkor från Kejsardömet Ryssland i mitten av 1800-talet uppmanade hon befolkningen att lägga ned vapnen. Hennes son dömdes till döden av ryssarna, men trots uppmaningar att rädda honom avstod hon för att rädda sitt folk och drog sig tillbaka från offentligheten.

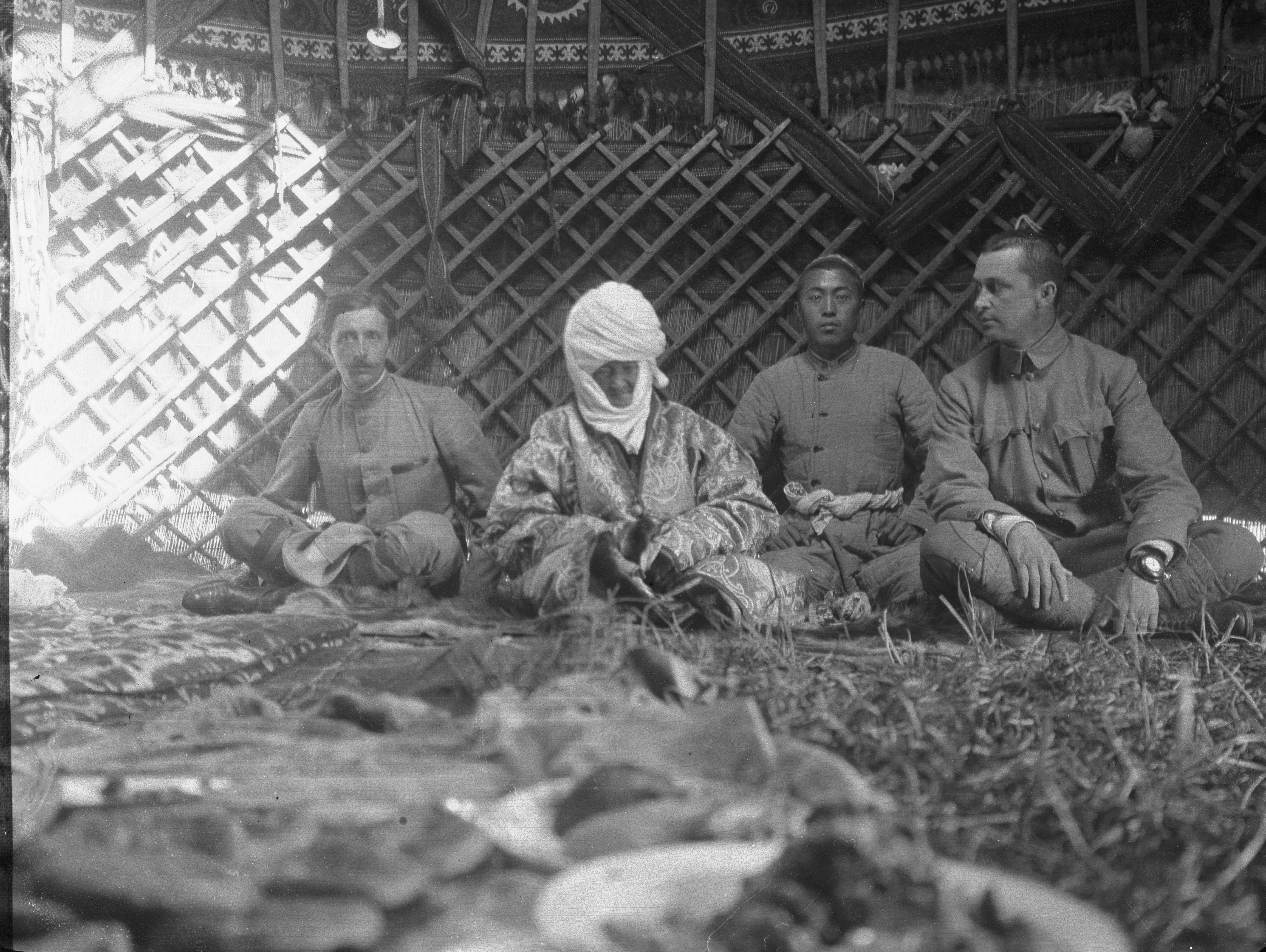
Kurmanjan och Gustav Manneheim (till höger), 1906.

Kort före sin död fick hon besök av 
Gustaf Mannerheim, som senare skulle bli Finlands president, och förlänades en rysk medalj.
I filmen om hennes liv Kurmanjan Datka – Queen of the Mountains från 2014 porträtteras hon som en modig kvinna som agerade när männen var passiva.